# Hyperphyscia coralloidea
Hyperphyscia coralloidea är en lavart som först beskrevs av Lynge, och fick sitt nu gällande namn av Scutari. Hyperphyscia coralloidea ingår i släktet Hyperphyscia och familjen Physciaceae.   Inga underarter finns listade i Catalogue of Life.